# Fire from the gods
ファイア・フロム・ザ・ゴッズ（Fire From The Gods、FFTGと略される）は、アメリカ合衆国で結成された5人組オルタナティヴ・メタルバンド。

## 概要
音楽性としては、ヘヴィメタルをベースに、ヒップホップやレゲエの影響を受けたサウンドが特徴である。

## ディスコグラフィー

### アルバム
- ナラティヴ - "Narrative" (2016年)
- ナラティヴ・リトールド - "Narrative Retold" (2017年)
- アメリカン・サン - “American Sun” (2019年) [4]

#### シングル
- プリテンダー -"Pretenders" (2015年)

#### 参加アルバム
- 2017 Warped Tour Compilation (2017年)